# Longanalus macrochirous
Longanalus macrochirous är en fiskart som beskrevs av Li, Ran och Chen 2006. Longanalus macrochirous ingår i släktet Longanalus och familjen karpfiskar. Inga underarter finns listade i Catalogue of Life.